# Vizcondado de San Antonio (1774)
El Vizcondado de San Antonio fue un título nobiliario español otorgado, con naturaleza de vizcondado previo, en 1774, por el rey Carlos III, a favor de Domingo de Rábago y Gutiérrez, vecino de México.
Por su naturaleza de vizcondado previo, el título revirtió a la Corona cuando se le entregó a su titular la merced hereditaria y perpetua de conde de Rábago, el 18 de octubre de 1774.